# Brasão do Papa João XXIII

Brasão pontifício de João XXIII.

O Brasão pontifício do Papa João XXIII (1958-1963) é um escudo eclesiástico, em campo de goles e com uma faixa de argente, com uma torre do mesmo aberta, lavrada e iluminada de sable, brocante sobre tudo ladeada de duas flores-de-lis também de argente. Em chefe as armas patriarcais de São Marcos de Veneza, que é de argente com leão alado e nimbado, passante ao natural, sustentando um livro aberto que traz a legenda: PAX TIBI MARCE EVANGELISTA MEVS, em letras de sable. O escudo está assente em tarja branca. O conjunto pousado sobre duas chaves decussadas, a primeira de jalde e a segunda de argente, atadas por um cordão de goles, com seus pingentes. O seu timbre é uma tiara papal de argente com três coroas de jalde Sob o escudo, um listel de goles com o mote: OBŒDIENTIA ET PAX (Obediência e Paz), em letras de argente. Quando são postos suportes, estes são dois anjos de carnação, sustentando cada um, na mão livre, uma cruz trevolada tripla, de jalde.

## Simbologia
O escudo obedece às regras heráldicas para os eclesiásticos. O campo de goles (vermelho) simboliza o fogo da caridade inflamada no coração do Soberano Pontífice pelo Divino Espírito Santo, que o inspira diretamente no governo supremo da Igreja, bem como valor e o socorro aos necessitados, que o Pai espiritual de todos os cristãos deve dispensar aos seus filhos. A faixa de argente, por seu metal, traduz: inocência, castidade, pureza e eloqüência. A torre representa a cidade natal do pontífice, Sotto il Monte, pela qual ele nutria grande afeição, e as duas flores-de-lis são retiradas do brasão do cabido da catedral de Bérgamo, onde ele fora cônego. Mais tardes elas foram também associadas a Santo Alexandre, patrono da cidade de Bérgamo e à França, país onde o cardeal Roncalli foi Núncio Apostólico.
O chefe com as armas do Patriarcado de Veneza relembra o tempo feliz, que o pontífice passou como seu patriarca; sendo que a expressão "ao natural" é um recurso para se colocar o leão, naturalmente dourado sobre o campo de argente (prata), sem ferir as leis da heráldica. Os elementos externos do brasão expressam a jurisdição suprema do papa. As duas chaves "decussadas", uma de jalde (ouro) e a outra de argente (prata) são símbolos do poder espiritual e do poder temporal. E são uma referência do poder máximo do Sucessor de Pedro, relatado no Evangelho de São Mateus, que narra que Nosso Senhor Jesus Cristo disse a Pedro: "Dar-te-ei as chaves do reino dos céus, e tudo o que ligares na terra será ligado no céu, e tudo o que desligares na terra, será desligado no céu" (Mt 16, 19). Por conseguinte, as chaves são o símbolo típico do poder dado por Cristo a São Pedro e aos seus sucessores. A tiara usada como timbre, recorda, por sua simbologia, os três poderes papais: de Ordem, Jurisdição e Magistério, e sua unidade na mesma pessoa.

### Lema e sua espiritualidade
No listel está o lema: ”Obediência e Paz”, que é o testemunho do Papa São João XXIII de que só se tem paz quando se obedece a Jesus Cristo. Em 3 de Junho de 2013, no final de uma Missa por ocasião do 50° aniversário da morte de João XXIII, o Papa Francisco explicou melhor a espiritualidade subjacente ao lema episcopal (e pontifício) de João XXIII:
| “ | Obediência e paz. [...] Gostaria de começar pela paz, porque é este o aspecto mais evidente, que o povo sentiu no Papa João: Angelo Roncalli era um homem de paz; uma paz natural, serena, cordial; uma paz que com a sua eleição ao Pontificado se manifestou ao mundo inteiro e recebeu o nome de bondade. [...] Se a paz foi a característica exterior, a obediência constituiu para Roncalli a disposição interior: a obediência, na realidade, foi o instrumento para alcançar a paz. Antes de tudo ela teve um sentido muito simples e concreto: desempenhar na Igreja o serviço que os superiores lhe pediam, sem nada procurar para si, sem se subtrair a nada do que lhe era pedido, mesmo quando isto significou deixar a própria terra, confrontar-se com mundos que desconhecia, permanecer longos anos em lugares onde a presença de católicos era muito escassa. Este deixar-se guiar, como uma criança, constituiu o seu percurso sacerdotal que vós bem conheceis. [...] Através desta obediência, o sacerdote e bispo Roncalli viveu também uma fidelidade mais profunda, que poderíamos definir, como ele teria dito, abandono à Providência divina. [...] Ainda mais profundamente, mediante este abandono quotidiano à vontade de Deus, o futuro Papa João viveu uma purificação que lhe permitiu desapegar-se completamente de si mesmo e aderir a Cristo. [...] «Quem perder a sua vida por mim, salvá-la-á» diz-nos Jesus (Lc 9, 24). Consiste nisto a verdadeira nascente da bondade do Papa João, da paz que difundiu no mundo, encontra-se aqui a raiz da sua santidade: nesta sua obediência evangélica. E este é um ensinamento para cada um de nós, mas também para a Igreja do nosso tempo: se nos soubermos deixar guiar pelo Espírito Santo, se soubermos mortificar o nosso egoísmo para dar espaço ao amor do Senhor e à sua bondade, então encontraremos a paz, então saberemos ser construtores de paz e difundiremos a paz à nossa volta. Cinquenta anos após a sua morte, a guia sábia e paterna do Papa João, o seu amor pela tradição da Igreja e a consciência da sua necessidade constante de actualização, a intuição profética da convocação do Concílio Vaticano II e a oferta da própria vida pelo seu bom êxito, permanecem como marcos na história da Igreja do século XX e como um farol luminoso para o caminho que nos aguarda. | ” |
|   | — Papa Francisco - 3 de Junho de 2013. |   |